# Mas Can Graells
|  | Aquest article tracta sobre el mas de St. Fruitós. Si cerqueu el mas de St. Cugat, vegeu «Can Graells». |

Can Graells és un mas al terme municipal de Sant Fruitós de Bages protegit com a bé cultural d'interès local. Can Graells és una construcció de planta rectangular de tres plantes, amb coberta a dues aigües, coronada per una torreta de secció quadrada. L'edifici fou remodelat els anys 1990 sense canviar res de l'estructura original. L'estructura del mas és la pròpia d'època moderna, coincidint amb el període d'expansió de la vinya per aquestes terres. Els propietaris portaren a terme profundes reformes amb la finalitat de fer-lo més confortable i millorar el seu estat en general. L'aixecament de la torre, a principis del segle xx, és una de les intervencions més tardanes -a part de les que s'hi han fet en l'actualitat. Al sud-oest hi ha una galeria de set ulls el·líptics. Totes les seves obertures estan fetes amb pedra picada i es conserven alguns esgrafiats al voltant d'elles. Destaca la torreta, amb coberta a quatre vessants feta amb teules vitrificades, que té un parallamps amb penell.